# Eufemie Němcová
Eufemie Němcová (rozená Jana, 5. května 1814 Libníč – 5. prosince 1889 Praha-Malá Strana) byla česká katolická řeholnice, generální představená řádu Milosrdných sester svatého Karla Boromejského v českých zemích. Po odchodu první představené řádu Terezie Helwigové nastoupila na její místo, řád rozšiřovala a rovněž se angažovala v zapojení sester v nemocnicích, sociálních zařízeních či věznicích.

## Život

### Mládí
Narodila se v obci Liblíč nedaleko Českých Budějovic v jižních Čechách. Ve dvaceti letech vstoupila pod vlivem budějovického kazatele Hermanna Dichtla jako čekatelka do řádu Kongregace Milosrdných sester svatého Karla Boromejského v mateřinci ve francouzském Nancy, první a původní organizaci řádu, ustavené roku 1679. V září 1837 přijala řádové jméno Eufemie, později složila doživotní sliby a byla řádem vzdělání. Roku 1840 se stala novicmistrovou řádu. Do řádu záhy vstoupila také její sestra Alžběta, která později přijala řádové jméno Andresie.

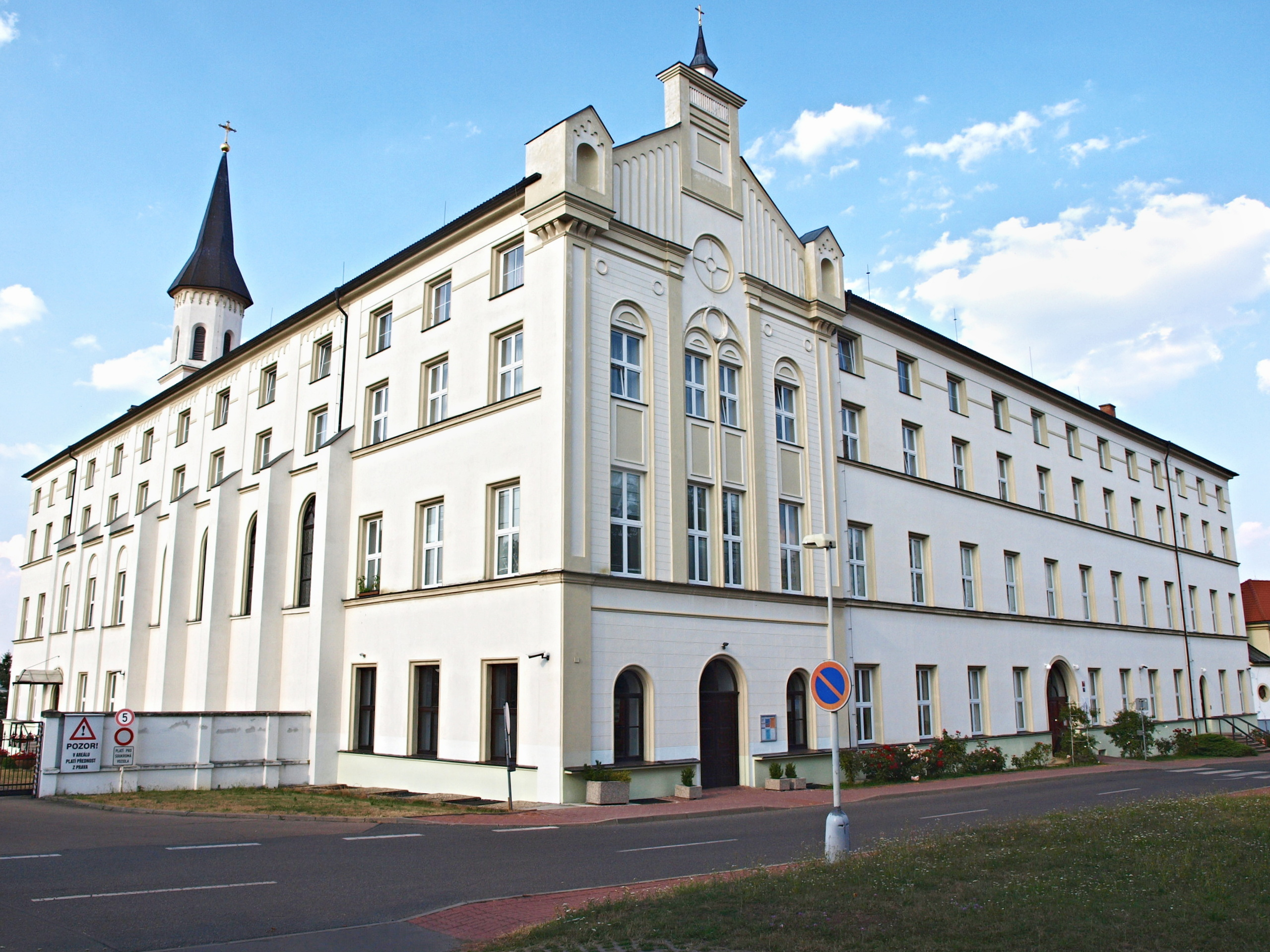
Klášterní budova řádu v pražských Řepích

### V Čechách
Roku 1841 se přesunula do Podolí u Mělníka, kde byl s přispěním zdejší kněžny Heleny Lobkowicové zřízen mateřinec boromejek s osmilůžkovou zotavovnou. Spravovala pak také Mateřský dům sv. Karla Boromejského s kostelem byl zřízen v Praze na Malé Straně v zahradě Pod Petřínem v letech 1842-1853, posléze přesunutý do Domu svaté Notburgy. Byla významnou spolupracovnicí generální představené řádu, Terezie Helwigové, první představené řádu v Čechách. Poté, co Matka Terezie Helwigová ze zdravotních důvodů uvolnila roku 1852 místo generální představené, byla její blízká spolupracovnice Němcová zvolena v pořadí druhou generální představenou.
Dle povolání řádu byla činná v angažování boromejek v nemocnicích a zdravotnických zařízeních, ale také např. sirotčinců nebo chudobinců, především v Čechách, kde se sestry snažily zapojovat při vzdělávání a morální osvětě mezi zdejšími chovanci. Osobně se také podílela na výpravě sester do nemocnice ve Veroně v rámci rakousko-italské války roku 1859, posléze organizovala podobné mise sester v lazaretech německé a rakouské armády v prusko-dánské, prusko-rakouské a prusko-francouzské válce.

### Vězeňství
Roku 1854 pak Eufemie navštívila ženskou věznici v Neudorfu u Vídně, kterou spravovaly řádové sestry Dobrého pastýře, a začala s přípravami zapojení sester také ve vězeňství. Následně pak vysílala řádové sestry k působení ve věznicích: zpočátku v donucovací pracovně na Hradčanech, posléze též ve věznici v bývalém kartuziánském klášteře ve Valdicích (1857–1868) a na Mírově (1859–1870). Na její osobní žádost udělil roku 1862 papež Pius IX. řádu privilegium uchovávání svátostí.
8. prosince 1864 pak ministerstvo přijalo nabídku Matky Eufemie k pronájmu prázdné budovy někdejšího ústavu boromejek v Domově svatého Karla Boromejského v Řepích u Prahy na 25 let pro trestanky vystěhované z donucovací pracovny na Hradčanech. Dům pro ně byl v letech 1865–1866 adaptován a zařízeny tři dílny pro šičky, provaznice a další pracovní činnosti. Vedení této ženské věznice se ujala sestra Marie Karolína Johana Neumannová (1813–1887), která byla rodnou sestrou filadelfského biskupa, svatého Jana Nepomuka Neumanna. Řeholní sestry pracovaly spolu s vězeňkyněmi. Další významnou představenou byla sestra Charitas hraběnka z Coudenhove (1817–1876). Až do roku 1892 byla v domově také polepšovna pro mladistvé delikventky, přeložená později do Kostomlat.
Roku 1868 založila Němcová při řádu kongregaci pomocných sester. Za svůj život prodělala několik vážných onemocnění. Koncem 80. let 19. století čítal řád na 69 filiálek, působil v řadě českých zdravotnických a sociálních zařízeních a evidoval přes 500 řádových sester.

### Úmrtí
Eufemie Němcová zemřela 5. prosince 1889 v mateřinci v Domě svaté Notburgy ve věku 74 let. Pohřbena byla na hřbitově řádových sester u kláštera boromejek v Řepích.